# Purificación
Purificación ist eine Gemeinde (municipio) im Departamento Tolima in Kolumbien.

## Geographie
Purificación liegt im Südosten von Tolima, in der Provinz Suroriente auf einer Höhe von 329 m ü. NN am Río Magdalena etwa 96 km von Ibagué entfernt und hat eine Jahresdurchschnittstemperatur von 26 °C. Die Gemeinde grenzt im Norden an Guamo, Suárez und Cunday, im Osten an Villarrica, im Süden an Coyaima und Prado und im Westen an Saldaña.

## Bevölkerung
Die Gemeinde Purificación hat 29.777 Einwohner, von denen 18.214 im städtischen Teil (cabecera municipal) der Gemeinde leben (Stand: 2019).

## Geschichte
Purificación wurde 1664 von Diego de Ospina y Maldonado als Villa de la Purificación de Nuestra Señora gegründet.

## Wirtschaft
Der wichtigste Wirtschaftszweig von Purificación ist die Landwirtschaft. Insbesondere werden Reis, Bananen, Mais, Sorghumhirsen, Baumwolle, Maniok und Kakao angebaut.